# 槍錆
槍錆（やりさび）は、端唄、うた沢のひとつである。「やりはさびても」とも。本調子。

## 概要
主家を去り、禄を失った侍の意気地をうたう。
詞は「やりはさびても名はさびぬ…」。
小室節の系統を引くという。小室節が都市部の端唄となったのが与作踊であり、与作踊の名称は「紫の一本」にあり、歌詞は「落葉集」にある。寛政頃のはやりうたに用いられたらしく、寛政6年版「弦曲粋弁当」3編や「小唄集」に、流行唄「与作おもへば」の歌詞がある。与作節は二上がりであった。文政5年版「浮れ草」にある与作踊音頭なるもの「槍はさびても名はさびぬ今は昔の刀さしぢやしやんとさせ与作踊は頬冠りよいよいよいやサア」は、「槍錆」の源流と見なされる。江戸時代末に江戸趣味の端唄が興ったとき、うた沢笹丸がこれを採り入れて、歌詞を改め、節付けをしたのが「槍錆」で、うた沢笹丸の直伝という、「歌沢節」に掲載するものが最古であるとされる。